# 乌雕鸮
乌雕鸮（学名：Ketupa coromandus）为鸱鸮科鵰鸮属的鸟类。分布于印度、孟加拉、缅甸、泰国、马来半岛以及中国大陆的浙江、江西等地，一般栖息于水源较丰富的森林地区和荒漠地区。该物种的模式产地在印度乌木海岸。
繁殖期为11月－翌年4月。巢由大树树杈部分的枝条构成，常建於水旁以及人类居住地附近。活动范围较小，一对乌雕鸮常在同一片树林中生活多年。

## 保护
- 中国国家重点保护动物等级：二级

## 亚种
- 乌鵰鸮指名亚种（学名：Ketupa coromandus coromandus）。分布于印度、孟加拉以及中国大陆的浙江、江西等地。该物种的模式产地在印度科罗曼德尔海滨。[3]